# 久我邦通
久我 邦通（こが くにみち）は、戦国時代の公卿。右大臣・久我通言の子。官位は正三位・権大納言。後柏原天皇（104代）・後奈良天皇（105代）に仕えた。

## 経歴
永正6年（1509年）に叙爵。侍従・左近衛少将・左近衛中将を経て、大永2年（1522年）従三位・尾張権守となり、公卿に列する。
大永3年（1523年）正三位権中納言、享禄元年（1528年）権大納言となる。